# Chris Lytle
Chris Scott Lytle (Indianápolis, Indiana; 18 de agosto de 1974) es un artista marcial mixto y boxeador estadounidense retirado, que compitió en la categoría de peso wélter. En las artes marciales mixtas y en boxeo, Lytle nunca ha sido noqueado o sometido.

## Primeros años
Lytle nació en Indianápolis, Indiana, y se graduó en la Escuela de Secundaria de Southport en 1993. En Southport, fue un miembro activo del equipo de lucha. De hecho, hasta la fecha, todavía participa en los entrenamientos de la Escuela con el equipo de lucha libre, el entrenador y el entrenador Petty Dildine. Lytle asistió a la Universidad de Indiana donde obtuvo una licenciatura en Gestión Deportiva.

## Carrera en artes marciales mixtas
Lytle comenzó a entrenar para luchar en 1998, diciendo que era "algo para mantenerme activo". Él entrenaba a tiempo parcial fuera de su trabajo regular como bombero, para poder asistir a gimnasios de una sola disciplina en lugar de campamentos de MMA. Se ha desempeñado en campeonatos como Hook N' Shoot and Absolute Fighting Championship, y en Cage Rage, donde ganó el Campeonato Mundial de Peso Wélter. Se convirtió en el campeón de boxeo de estado de Indiana en las 175 libras, diciendo: "A finales del año (2004), creo que voy a tener unos cuantos títulos más pequeños de boxeo."
Lytle es conocido por competir en el UFC, donde mantuvo un registro de 10-10. Lytle también ha peleado en WEC, Pancrase, en el Campeonato de Cage Rage y la IFC.

## Vida personal
Lytle reside actualmente en New Palestine, Indiana y está casado con Cristina y tiene cuatro hijos. Trabaja a tiempo completo como bombero en el Departamento de Bomberos de Indianápolis, además de su carrera en la lucha. Se postuló para el Senado del Estado de Indiana en el Distrito 28 en 2012, pero perdió.

## Campeonatos y logros
| - Ultimate Fighting Championship - Pelea de la Noche (Seis veces) - Sumisión de la Noche (Tres veces) - KO de la Noche (Una vez) - Finalista de The Ultimate Fighter 4 - Cage Rage Championships - Campeón de Peso Wélter (Una vez) | - Boxeo - Indiana Boxing Association - Título de Peso Semipesado (Una vez) - Dos defensas exitosas |

## Récord en artes marciales mixtas
| Resultado | Récord  | Oponente           | Método                               | Evento                                             | Fecha                    | Ronda | Tiempo | Localización                | Notas                                           |
| --------- | ------- | ------------------ | ------------------------------------ | -------------------------------------------------- | ------------------------ | ----- | ------ | --------------------------- | ----------------------------------------------- |
| Victoria  | 31–18–5 | Dan Hardy          | Sumisión (guillotine choke)          | UFC Live: Hardy vs. Lytle                          | 14 de agosto de 2011     | 3     | 4:16   | Milwaukee, Wisconsin        | Pelea de la Noche; Sumisión de la Noche.        |
| Derrota   | 30–18–5 | Brian Ebersole     | Decisión (unánime)                   | UFC 127                                            | 27 de febrero de 2011    | 3     | 5:00   | Sídney                      | Pelea de la Noche.                              |
| Victoria  | 30–17–5 | Matt Serra         | Decisión (unánime)                   | UFC 119                                            | 25 de septiembre de 2010 | 3     | 5:00   | Indianápolis, Indiana       |                                                 |
| Victoria  | 29–17–5 | Matt Brown         | Sumisión (triangle armbar invertido) | UFC 116                                            | 3 de julio de 2010       | 2     | 2:02   | Las Vegas, Nevada           |                                                 |
| Victoria  | 28–17–5 | Brian Foster       | Sumisión (kneebar)                   | UFC 110                                            | 21 de febrero de 2010    | 1     | 1:41   | Sídney                      | Sumisión de la Noche.                           |
| Victoria  | 27–17–5 | Kevin Burns        | Decisión (unánime)                   | The Ultimate Fighter 9 Finale                      | 20 de junio de 2009      | 3     | 5:00   | Las Vegas, Nevada           | Pelea de la Noche.                              |
| Derrota   | 26–17–5 | Marcus Davis       | Decisión (dividida)                  | UFC 93                                             | 17 de enero de 2009      | 3     | 5:00   | Dublín                      | Pelea de la Noche.                              |
| Victoria  | 26–16–5 | Paul Taylor        | Decisión (unánime)                   | UFC 89                                             | 18 de octubre de 2008    | 3     | 5:00   | Birmingham                  | Pelea de la Noche.                              |
| Derrota   | 25–16–5 | Josh Koscheck      | Decisión (unánime)                   | UFC 86                                             | 5 de julio de 2008       | 3     | 5:00   | Las Vegas, Nevada           |                                                 |
| Victoria  | 25–15–5 | Kyle Bradley       | TKO (golpes)                         | UFC 81                                             | 2 de febrero de 2008     | 1     | 0:33   | Las Vegas, Nevada           | KO de la Noche.                                 |
| Derrota   | 24–15–5 | Thiago Alves       | TKO (parada médica)                  | UFC 78                                             | 17 de noviembre de 2007  | 2     | 5:00   | Newark, Nueva Jersey        | Pelea de la Noche.                              |
| Victoria  | 24–14–5 | Matt Brown         | Sumisión (guillotine choke)          | UFL: Fight Night at Conseco Fieldhouse             | 11 de agosto de 2007     | 2     | 2:49   | Indianápolis, Indiana       |                                                 |
| Victoria  | 23–14–5 | Jason Gilliam      | Sumisión (triangle kimura)           | UFC 73                                             | 7 de julio de 2007       | 1     | 2:15   | Sacramento, California      | Sumisión de la Noche.                           |
| Derrota   | 22–14–5 | Matt Hughes        | Decisión (unánime)                   | UFC 68                                             | 3 de marzo de 2007       | 3     | 5:00   | Columbus, Ohio              |                                                 |
| Derrota   | 22–13–5 | Matt Serra         | Decisión (dividida)                  | The Ultimate Fighter 4 Finale                      | 11 de noviembre de 2006  | 3     | 5:00   | Las Vegas, Nevada           | Perdió el torneo de TUF 4 de Peso Wélter.       |
| Victoria  | 22–12–5 | Ross Mason         | Sumisión (rear-naked choke)          | Cage Rage 15                                       | 4 de febrero de 2006     | 2     | 4:57   | Londres                     | Ganó el Campeonato de Peso Wélter de Cage Rage. |
| Victoria  | 21–12–5 | Savant Young       | Sumisión (codazos)                   | WEC 18                                             | 13 de enero de 2006      | 1     | 3:50   | Lemoore, California         |                                                 |
| Derrota   | 20–12–5 | Joe Riggs          | TKO (corte)                          | UFC 55                                             | 7 de octubre de 2005     | 2     | 2:00   | Uncasville, Connecticut     |                                                 |
| Victoria  | 20–11–5 | Brian Dunn         | TKO (golpes)                         | Legends of Fighting                                | 13 de agosto de 2005     | 1     | 2:03   | Franklin, Indiana           |                                                 |
| Victoria  | 19–11–5 | Pat Healy          | Decisión (dividida)                  | WEC 15                                             | 19 de mayo de 2005       | 3     | 5:00   | Lemoore, California         |                                                 |
| Derrota   | 18–11–5 | Karo Parisyan      | Decisión (unánime)                   | UFC 51                                             | 5 de febrero de 2005     | 3     | 5:00   | Las Vegas, Nevada           |                                                 |
| Victoria  | 18–10–5 | J.T. Taylor        | Sumisión (forearm choke)             | WEC 12                                             | 21 de octubre de 2004    | 1     | 2:53   | Lemoore, California         |                                                 |
| Victoria  | 17–10–5 | Ronald Jhun        | Sumisión (guillotine choke)          | UFC 49                                             | 21 de agosto de 2004     | 2     | 1:17   | Las Vegas, Nevada           |                                                 |
| Victoria  | 16–10–5 | Tiki Ghosn         | Sumisión (bulldog choke)             | UFC 47                                             | 2 de abril de 2004       | 2     | 1:55   | Las Vegas, Nevada           |                                                 |
| Victoria  | 15–10–5 | Pete Spratt        | Sumisión (rear-naked choke)          | RSF: Shooto Challenge 2                            | 2 de enero de 2004       | 1     | 0:46   | Belleville, Illinois        |                                                 |
| Derrota   | 14–10–5 | Robbie Lawler      | Decisión (unánime)                   | UFC 45                                             | 21 de noviembre de 2003  | 3     | 5:00   | Uncasville, Connecticut     |                                                 |
| Victoria  | 14–9–5  | Derrick Noble      | Sumisión (rear-naked choke)          | RSF: Shooto Challenge                              | 3 de octubre de 2003     | 2     | 2:04   | Belleville, Illinois        |                                                 |
| Victoria  | 13–9–5  | Chatt Lavender     | Sumisión técnica (triangle choke)    | Absolute Fighting Championships 5                  | 5 de septiembre de 2003  | 1     | 0:55   | Fort Lauderdale, Florida    |                                                 |
| Victoria  | 12–9–5  | LaVerne Clark      | Decisión (unánime)                   | Battleground 1: War Cry                            | 19 de julio de 2003      | 3     | 5:00   | Chicago, Illinois           |                                                 |
| Derrota   | 11–9–5  | Koji Oishi         | Decisión (dividida)                  | Pancrase: Hybrid 4                                 | 12 de abril de 2003      | 3     | 5:00   | Tokio                       |                                                 |
| Victoria  | 11–8–5  | Aaron Riley        | KO (golpes)                          | HOOKnSHOOT: Boot Camp 1.1                          | 8 de marzo de 2003       | 1     | 3:31   | Evansville, Indiana         |                                                 |
| Derrota   | 10–8–5  | Izuru Takeuchi     | Decisión (mayoritaria)               | Pancrase: Spirit 9                                 | 21 de diciembre de 2002  | 3     | 5:00   | Tokio                       |                                                 |
| Victoria  | 10–7–5  | Yuji Hoshino       | Sumisión (triangle choke)            | Pancrase: Spirit 7                                 | 29 de octubre de 2002    | 1     | 2:09   | Tokio                       |                                                 |
| Derrota   | 9–7–5   | Nick Diaz          | Decisión (dividida)                  | IFC Warriors Challenge 17                          | 12 de julio de 2002      | 3     | 5:00   | Porterville, California     |                                                 |
| Victoria  | 9–6–5   | Kazuo Misaki       | Decisión (unánime)                   | Pancrase - Proof 7                                 | 1 de diciembre de 2001   | 3     | 5:00   | Yokohama                    |                                                 |
| Victoria  | 8–6–5   | Jake Ambrose       | Sumisión (rear-naked choke)          | Cage Rage 2                                        | 14 de abril de 2001      | 1     | 1:49   | Kokomo, Indiana             |                                                 |
| Empate    | 7–6–5   | Dave Strasser      | Empate                               | Reality Submission Fighting 3                      | 30 de marzo de 2001      | 1     | 18:00  | Illinois                    |                                                 |
| Empate    | 7–6–4   | Nick Hide          | Empate                               | Circle City Challenge                              | 3 de febrero de 2001     | 3     | 5:00   | Indianápolis, Indiana       |                                                 |
| Victoria  | 7–6–3   | Beaver Beaver      | Sumisión (rear-naked choke)          | Bad Boy Competition                                | 24 de noviembre de 2000  | 1     | 2:18   | Estados Unidos              |                                                 |
| Victoria  | 6–6–3   | Mike Haltom        | Sumisión (golpes)                    | Bad Boy Competition                                | 24 de noviembre de 2000  | 1     | 3:41   | Estados Unidos              |                                                 |
| Derrota   | 5–6–3   | Ben Earwood        | Decisión (unánime)                   | UFC 28                                             | 17 de noviembre de 2000  | 2     | 5:00   | Atlantic City, Nueva Jersey |                                                 |
| Derrota   | 5–5–3   | Shonie Carter      | Decisión (unánime)                   | Pancrase - 2000 Anniversary Show                   | 24 de septiembre de 2000 | 3     | 3:00   | Yokohama                    |                                                 |
| Victoria  | 5–4–3   | Taro Obata         | Sumisión (arm-triangle choke)        | Pancrase - Trans 5                                 | 23 de julio de 2000      | 1     | 2:56   | Tokio                       |                                                 |
| Derrota   | 4–4–3   | Daisuke Ishii      | Decisión (unánime)                   | Pancrase - Trans 4                                 | 26 de junio de 2000      | 1     | 10:00  | Tokio                       |                                                 |
| Victoria  | 4–3–3   | CJ Fernandes       | Sumisión (triangle choke)            | HOOKnSHOOT: Double Fury 1                          | 17 de marzo de 2000      | 1     | 3:54   | Estados Unidos              |                                                 |
| Derrota   | 3–3–3   | Keiichiro Yamamiya | Decisión (unánime)                   | Pancrase - Trans 1                                 | 23 de enero de 2000      | 1     | 10:00  | Tokio                       |                                                 |
| Empate    | 3–2–3   | Ikuhisa Minowa     | Empate                               | Pancrase - Breakthrough 11                         | 18 de diciembre de 1999  | 1     | 15:00  | Yokohama                    |                                                 |
| Derrota   | 3–2–2   | Dave Menne         | Decisión (unánime)                   | Extreme Challenge 29                               | 13 de noviembre de 1999  | 2     | 5:00   | Hayward, Wisconsin          |                                                 |
| Victoria  | 3–1–2   | Luke Pedigo        | Sumisión (guillotine choke)          | HOOKnSHOOT: Millennium                             | 6 de noviembre de 1999   | 1     | 1:57   | Estados Unidos              |                                                 |
| Empate    | 2–1–2   | Takafumi Ito       | Empate                               | Pancrase - 1999 Neo-Blood Tournament Opening Round | 1 de agosto de 1999      | 2     | 3:00   | Tokio                       |                                                 |
| Derrota   | 2–1–1   | Jason DeLucia      | Decisión (mayoritaria)               | Pancrase - Breakthrough 7                          | 6 de julio de 1999       | 1     | 10:00  | Tokio                       |                                                 |
| Victoria  | 2–0–1   | Daisuke Watanabe   | Sumisión (armbar)                    | Pancrase - Breakthrough 6                          | 11 de junio de 1999      | 1     | 5:30   | Tokio                       |                                                 |
| Empate    | 1–0–1   | Osami Shibuya      | Empate                               | Pancrase - Breakthrough 4                          | 18 de abril de 1999      | 1     | 15:00  | Yokohama                    |                                                 |
| Victoria  | 1–0     | Bo Hershberger     | Sumisión (golpes)                    | Neutral Grounds 10                                 | 13 de febrero de 1999    | 1     | 11:33  | Muncie, Indiana             |                                                 |

## Récord en boxeo
| Resultado | Récord | Oponente          | Método           | Asalto | Tiempo | Fecha      | Localización          | Notas                                       |
| --------- | ------ | ----------------- | ---------------- | ------ | ------ | ---------- | --------------------- | ------------------------------------------- |
| Victoria  | 13–1–1 | Omar Pittman      | TKO              | 7 (8)  | 0:42   | 18-6-2005  | Rising Sun, Indiana   |                                             |
| Victoria  | 12–1–1 | Verdell Smith     | Decisión unánime | 8      |        | 27-11-2004 | Rising Sun, Indiana   |                                             |
| Victoria  | 11–1–1 | Thomas Kirk       | Decisión unánime | 6      |        | 19-10-2004 | Indianápolis, Indiana |                                             |
| Victoria  | 10–1–1 | Jonathan Corn     | Decisión unánime | 8      |        | 1-5-2004   | Indianápolis, Indiana |                                             |
| Victoria  | 9–1–1  | Reggie Strickland | Decisión unánime | 6      |        | 3-2-2004   | Indianápolis, Indiana |                                             |
| Derrota   | 8–1–1  | Shay Mobley       | Decisión unánime | 8      |        | 17-10-2003 | Merrillville, Indiana |                                             |
| Victoria  | 8–0–1  | Darin Johnson     | KO               | 3 (8)  | 1:37   | 7-10-2003  | Indianápolis, Indiana |                                             |
| Victoria  | 7–0–1  | Mike Paul         | TKO              | 1 (4)  | 1:08   | 5-8-2003   | Indianápolis, Indiana |                                             |
| Victoria  | 6–0–1  | John Moore        | Decisión unánime | 8      |        | 25-6-2003  | Evansville, Indiana   | Retuvo el Título de Peso Semipesado de IBA. |
| Victoria  | 5–0–1  | Guy Solis         | TKO              | 1 (8)  | 2:59   | 3-6-2003   | Indianápolis, Indiana | Retuvo el Título de Peso Semipesado de IBA. |
| Victoria  | 4–0–1  | John Moore        | TKO              | 8 (8)  | 1:43   | 1-4-2003   | Indianápolis, Indiana | Ganó el Título de Peso Semipesado de IBA.   |
| Victoria  | 3–0–1  | Ruben Ruiz        | TKO              | 1 (4)  | 2:59   | 3-12-2002  | Indianápolis, Indiana |                                             |
| Victoria  | 2–0–1  | Donnie Penelton   | Decisión unánime | 4      |        | 1-10-2002  | Indianápolis, Indiana |                                             |
| Victoria  | 1–0–1  | Toris Smith       | TKO              | 1 (4)  |        | 6-8-2002   | Memphis, Tennessee    |                                             |
| Empate    | 0–0–1  | Matt Putnam       | Empate           | (4)    |        | 25-6-2002  | Baraboo, Wisconsin    |                                             |